# Божевільний капелюшник (персонаж)
Божевільний капелюшник (англ. Mad Hatter; справжнє ім'я Джервіс Тетч англ. Jervis Tetch) — суперлиходій зі всесвіту DC Comics. В основі персонажа лежить Капелюшник з відомої книги «Пригоди Аліси у Дивокраї» Льюїса Керролла.
Джервіс Тетч — інженер, одержимий книгою «Пригоди Аліси у Дивокраї», має маніакальну депресію. Ця людина не має великої фізичної сили, але є генієм технології та використовує пристрої, які дозволяють йому керувати розумами інших.

## Телебачення
Божевільний капелюшник з'являється у чотирьох епізодах телесеріалу «Бетмен», де його грав Девід Вейн. Він також був у декількох епізодах мультсеріалів «Бетмен: Анімаційні серії» і «Нові пригоди Бетмена».

## Ігри
Божевільний капелюшник з'являється у наступних іграх:
- The Adventures of Batman and Robin (1994)
- Batman: Gotham City Racer (2001)
- LEGO Batman: Il (2008)
- DC Universe Online (2011)
- Batman: Arkham City (2011)
- LEGO Batman 2: DC Super Heroes (2012)
- Batman: Arkham Origins (2013)
- LEGO Batman 3: Gotham (2014)

У першій відеогрі серії Batman: Arkham, Batman: Arkham Asylum (2009), персонаж не з'являється фізично, але ви можете відкрити його біографію і побачити ботанічному саду його чашки чаю. Божевільний капелюшник з'явився серед другорядних антагоністів у відеогрі Batman: Arkham City (2011). Він також з'явився у приквелі серії Batman: Arkham Origins (2013).